# كوني تالبوت

ولدت كوني تالبوت في العشرين من نوفمر عام 2000 هي مغنية إنجليزية صغيرة من ستريتلي الدريدج. في متروبوليتان بورو أوف والسال. عرفت الشهرة في عام 2007 عندما وصلت للنهائيات في برنامج المواهب البريطاني Britain's Got Talent. وقد فاز مغني الأوبرا باول بوتس (paul potts). كوني كانت ستغني مع سوني بي جي ام (سوني بي إم جي). لكن الاتفاق لم يتم بسبب أنها لم تتجاوز العمر المسموح به.

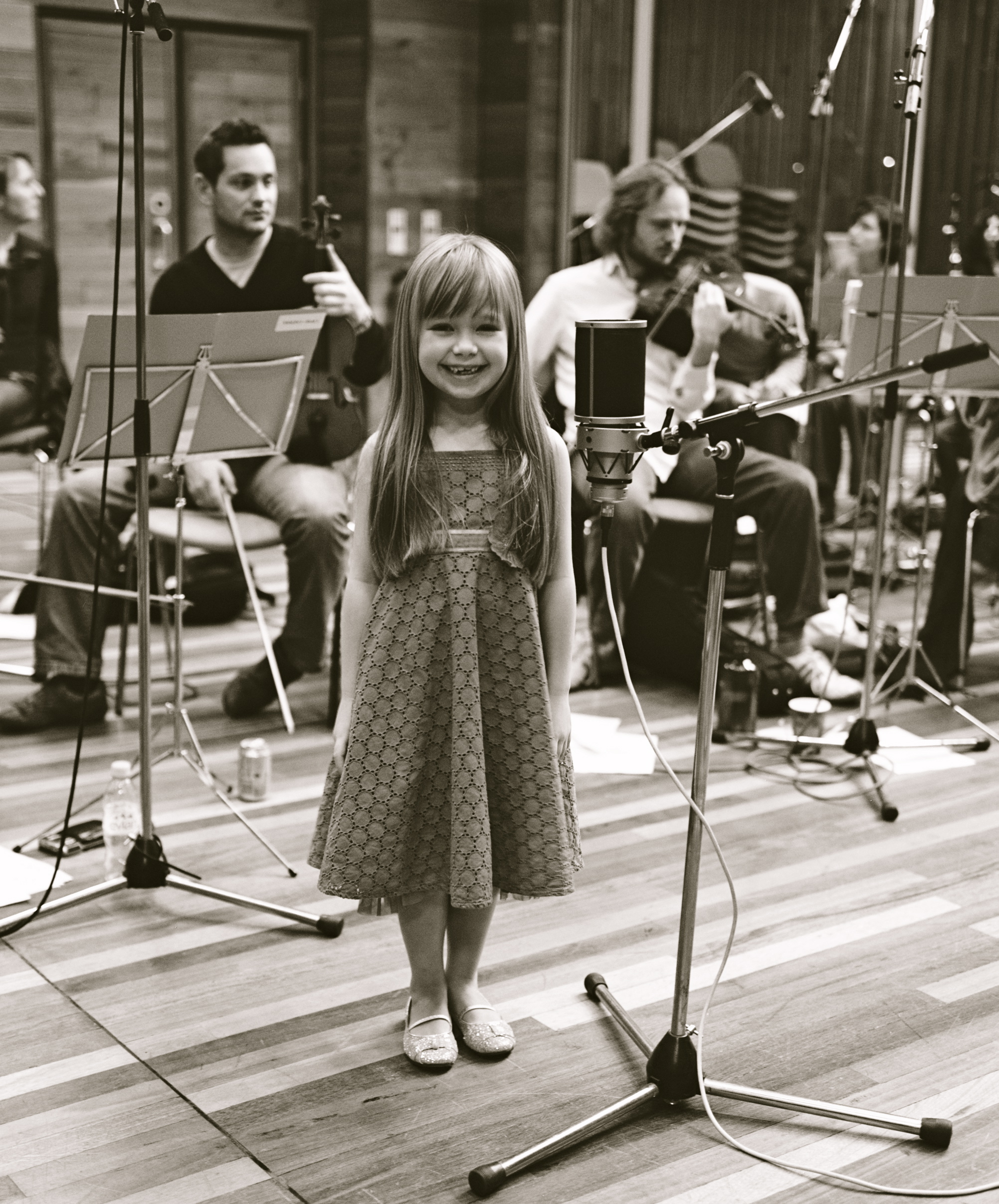

كوني غنت مع «شركة rainbow records» وأنتجت أول ألبوم لها فوق قوس قزح "Over the Rainbow" في المملكة المتحدة بتاريخ 26 نوفمبر عام 2007 وأطلِق الألبوم بتاريخ 18 يونيو 2008 مع قائمة جديدة.
أنشأت أول فيديو كليب لها باسم ثلاثة طيور صغيرة "three little birds" في العاشر من يونيو.
حاز ألبومها فوق قوس قزح على نجاح كبير حول العالم وقد تجاوزت مبيعاتها 250,000 نسخة وحصلت على المركز الأول في 3 مدن. ما إن صدر ألبومها حتى حازت على شهرة كبيرة وقد ظهرت بعدها في التلفزيون في أوروبا وأمريكا وأيضاً وسط آسيا. وأشتهرت موسيقاها أيضاً في اليوتيوب. وأصدرت ألبومها الثاني باسم "Connie Talbot's Christmas Album" في 24 نوفمبر سنة 2008. وألبومها الثالث "Holiday Magic" صدر نهاية سنة 2009. وهي تستمر في عرض أدائها في قناتها الخاصة في اليوتيوب.

## مواقعها الخاصة
- موقعها الرسمي
- صفحة الفيسبوك  على فيسبوك.
- قناة اليوتوب
- Connie Talbot اغانيها
- Connie Talbot نسخة محفوظة 17 فبراير 2009 على موقع واي باك مشين. on MySpace

## روابط خارجية
- كوني تالبوت على موقع IMDb (الإنجليزية)
- كوني تالبوت على موقع ميوزك برينز (الإنجليزية)
- كوني تالبوت على موقع أول ميوزيك (الإنجليزية)
- كوني تالبوت على موقع ديسكوغز (الإنجليزية)